# Ludwig Theodor Heuss

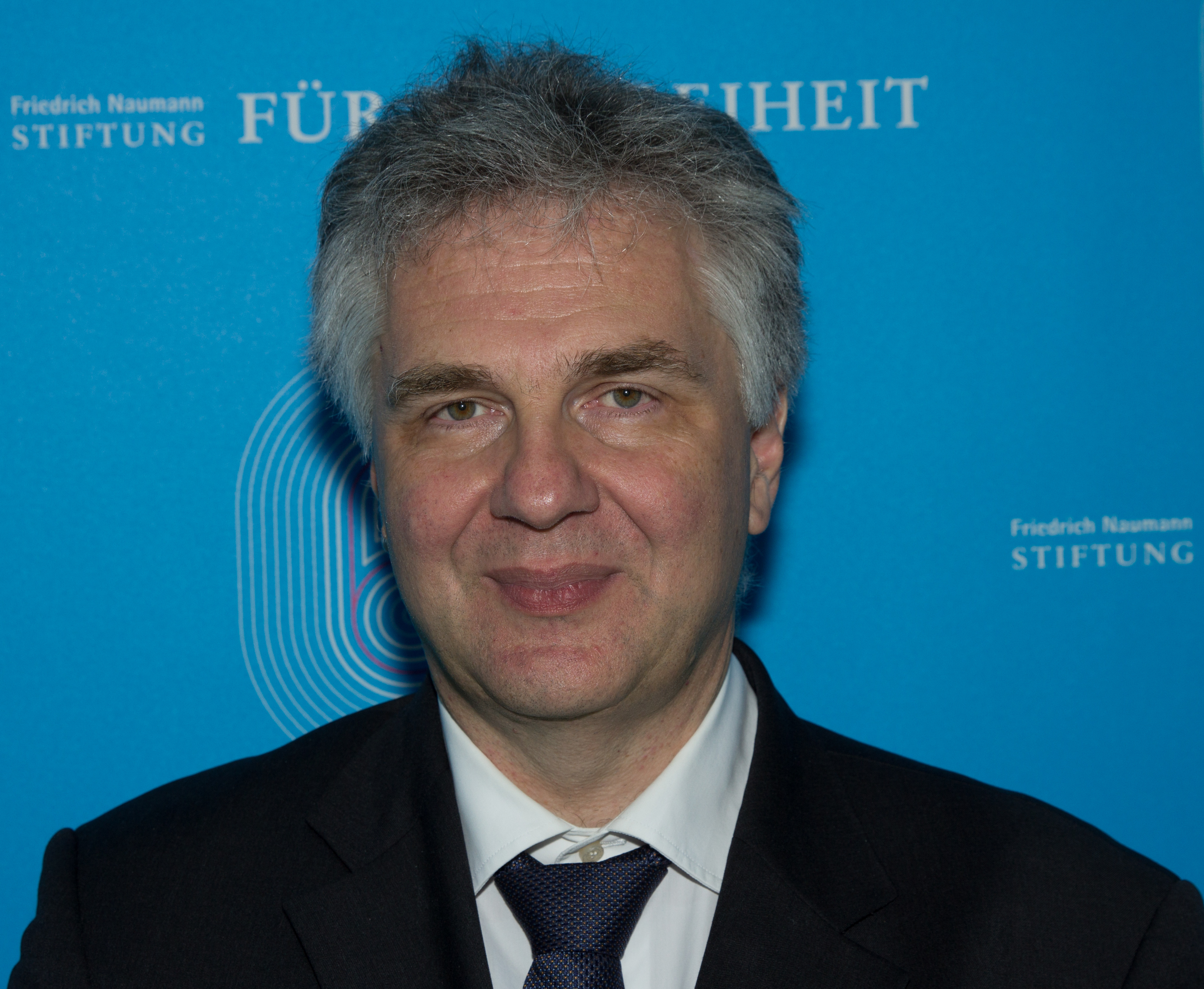
Ludwig Theodor Heuss, 2018

Ludwig Theodor Heuss (* 18. September 1961 in Basel) ist ein deutsch-schweizerischer Arzt und Verleger. Heuss ist Chefarzt der Klinik für Innere Medizin und Mitglied der Spitalleitung am Spital Zollikerberg im Zollikerberg bei Zürich. Er ist zudem Verleger der Schwabe Verlagsgruppe, dem mit Gründungsjahr 1488 ältesten noch bestehenden Verlagshaus der Welt. Er ist Vorsitzender der Theodor-Heuss-Stiftung und Vorsitzender des Kuratoriums der Friedrich-Naumann-Stiftung für die Freiheit.

## Beruf und Werdegang
Nach seiner Matura am Humanistischen Gymnasium in Basel studierte Heuss von 1981 bis 1987 an der Medizinischen Fakultät der Universität Basel, wo er auch 1988 zum Doktor der Medizin promovierte und 2005 im Fachbereich der Gastroenterologie habilitierte. Seine Weiterbildung zum Facharzt für Innere Medizin (1993) und Gastroenterologie (1998) absolvierte er an den Universitätskliniken Basel und Freiburg im Breisgau. Seit 2007 ist er Chefarzt und Klinikleiter der Klinik für Innere Medizin am Spital Zollikerberg, seit 2022 zusätzlich stellvertretender Spitaldirektor.
In der Schweiz war er berufspolitisch aktiv von 1991 bis 1999 als Zentralpräsident des Verbandes Schweizerischer Assistenz- und Oberärzte (VSAO) und von 1994 bis 2006 als Mitglied des Zentralvorstandes der Verbindung der Schweizer Ärztinnen und Ärzte (FMH). 2004 unterlag er bei der Kandidatur um das Präsidium der FMH.
Zwischen 2000 und 2002 absolvierte Heuss einen MBA-Studiengang an der Universität St. Gallen. Wissenschaftlich befasst er sich vorwiegend mit Aspekten der Sedation bei gastroenterologischen Endoskopien und allgemeinen gesundheitspolitischen Themen.
Mit seinem Eintritt ins Druck- und Verlagshaus Schwabe verfolgte er eine Neuausrichtung des Unternehmens und die Bildung der Schwabe Verlagsgruppe, deren Programm er als Verleger mitverantwortet. 2017 gründete er eine Niederlassung in Berlin. Zur Schwabe Verlagsgruppe gehören neben dem traditionsreichen Wissenschaftsverlag Schwabe auch der Sachbuchverlag der Neuen Zürcher Zeitung NZZ-Libro und der ursprünglich Berner Belletristik-, Sachbuch- und Tonverlag Zytglogge.

## Theodor-Heuss-Stiftungen
Im Jahr 2003 wurde Heuss zum Vorsitzenden der in Stuttgart ansässigen Theodor-Heuss-Stiftung gewählt. Er überführte die Organisation 2009 in eine gemeinnützige Stiftung bürgerlichen Rechts. Unter seinem Vorsitz wurden u. a. Rita Süssmuth, Ernst Ulrich von Weizsäcker und Daniel Cohn-Bendit sowie der Künstler Christo mit dem Theodor-Heuss-Preis geehrt und verschiedene Personen und Initiativen mit der Theodor-Heuss-Medaille ausgezeichnet, darunter 2017 Aslı Erdoğan, die aufgrund einer Ausreisesperre durch die Türkei nicht persönlich zur Verleihung erscheinen konnte.
Heuss ist außerdem stellvertretender Vorsitzender des Kuratoriums der bundesunmittelbaren Stiftung Bundespräsident-Theodor-Heuss-Haus.
Außerdem unterstützt er das Theodor-Heuss-Kolleg, ein Programm zur Unterstützung junger Menschen, vorwiegend aus Mittel- und Osteuropa, welche die Gesellschaft mitgestalten wollen.

## Friedrich-Naumann-Stiftung für die Freiheit

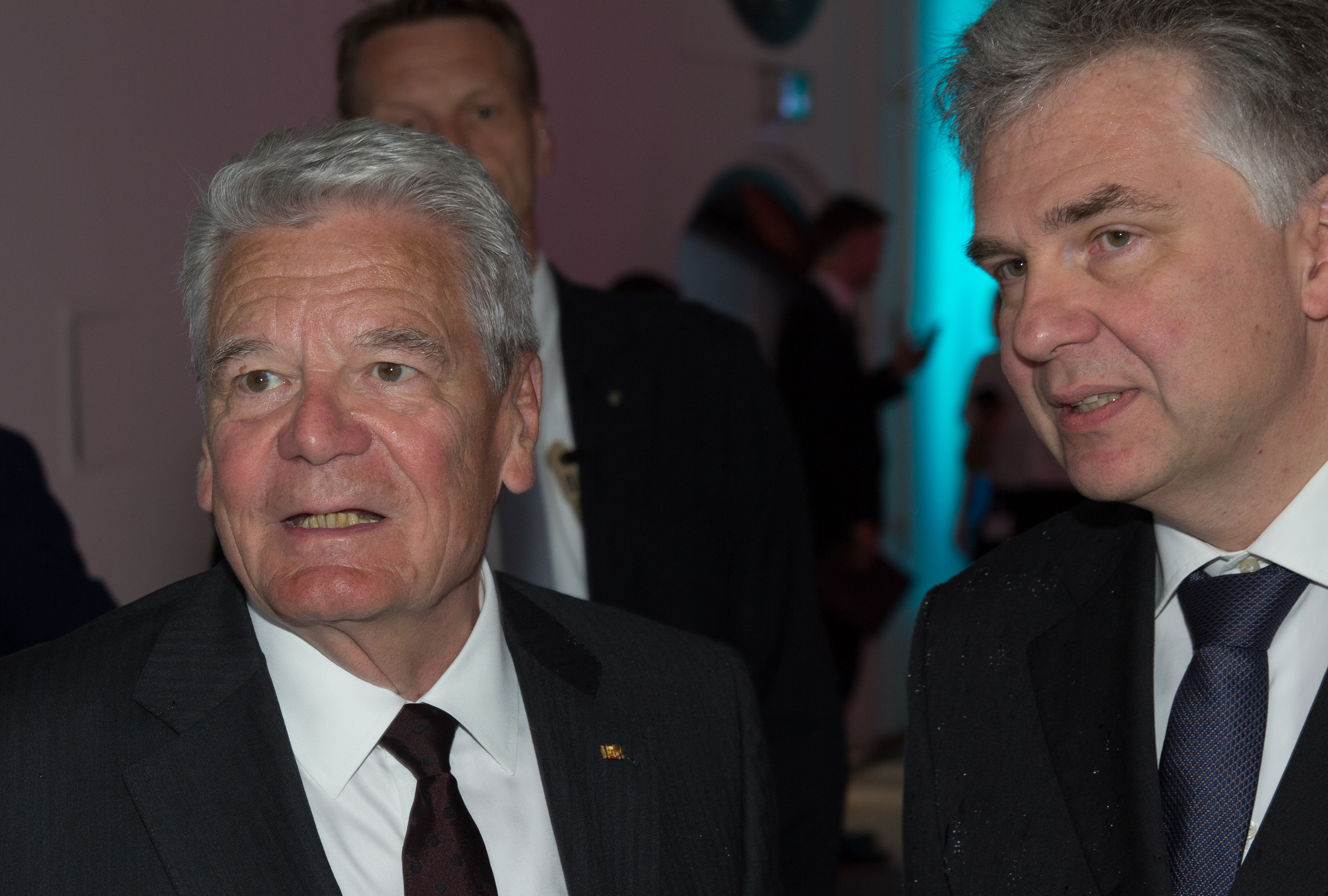
Joachim Gauck und Ludwig Theodor Heuss auf dem Festakt zum 60-jährigen Bestehen der Friedrich-Naumann-Stiftung für die Freiheit, 2018

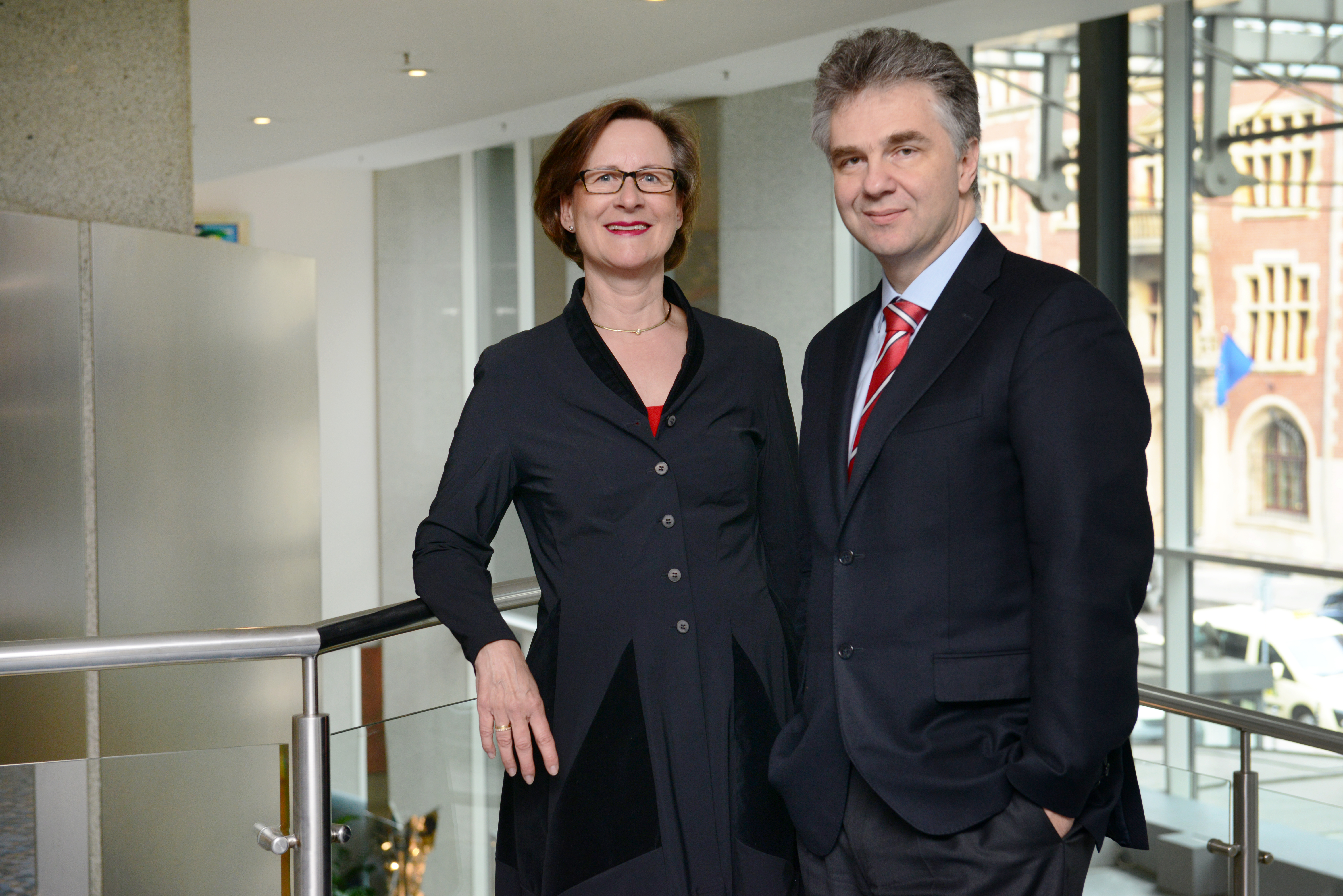
Liane Knüppel und Ludwig Theodor Heuss (2014)

Heuss ist seit 2008 Mitglied und war von 2010 bis 2020, zusammen mit Liane Knüppel, stellvertretender Vorsitzender des Kuratoriums der Friedrich-Naumann-Stiftung für die Freiheit. Am 25. September 2020 wurde Heuss zum Vorsitzenden des Kuratoriums gewählt. Seit 2011 gehört er dem Programmausschuss an, davon seit 2015 als stellvertretender Vorsitzender, und nimmt in dieser Funktion direkten Einfluss auf die Themenausrichtung der Organisation. Er wirkte wiederholt als Laudator, so bei der Verleihung der Reinhold Maier Medaille an die NZZ und bei den Verleihungen des Freiheitspreises der Friedrich-Naumann-Stiftung an Kaspar Villiger (2016) und Joachim Gauck (2018).

## Privates
Der frühere Bundespräsident Theodor Heuss und dessen Ehefrau Elly Heuss-Knapp, sowie die Individualpsychologin Annemarie Wolff-Richter waren Großeltern von Ludwig Theodor Heuss, Ernst Ludwig Heuss und Ursula Heuss-Wolff seine Eltern. Heuss besitzt die deutsche und die schweizerische Staatsbürgerschaft und hat zwei erwachsene Kinder.

## Schriften
- Ludwig T. Heuss (Hrsg.), Marina Sindram: Mit dem Kinderheim auf der Flucht. Annemarie Wolff-Richter (1900–1945), Heilpädagogin im Widerstand gegen den Nationalsozialismus. Biografie. Schwabe, Berlin 2020.